# Marine Prieur
Pour les articles homonymes, voir Prieur (homonymie).
Marine Prieur, née le 14 septembre 2001 à Thionville, est une trampoliniste française.
Elle a découvert le trampoline à l'âge de 7 ans à la fête foraine.
Elle a ensuite intégré l' Association gymnastique de la Fameckoise.
C'est à l'âge de 17 ans que Marine Prieur intègre l'équipe de France.
Elle combine entraînements intensifs et études de chiropraxie.
A 18 ans, elle fait partie du Top 50 mondial en trampoline, et est 3ème au niveau national.
Aux Championnats d'Europe 2021 à Sotchi, elle remporte la médaille de bronze par équipes avec Marine Jurbert, Léa Labrousse et Anaïs Brèche.
Marine Prieur et Cléa Brousse sont huitièmes de la finale de trampoline synchronisé aux Championnats du monde de trampoline 2021 à Bakou .
Aux Championnats d’Europe de trampoline 2024 à Guimaraes, elle remporte l’or par équipe avec Léa Labrousse, Clea Brousse et Laura Paris.
Elle souhaite pouvoir représenter la France aux Jeux Olympiques de Los Angeles en 2028.